# USS Little Rock (LCS-9)
El USS Little Rock (LCS-9) de la Armada de los Estados Unidos es un buque de combate litoral de la clase Freedom. Fue colocada su quilla en 2013, botado en 2015 y asignado en 2017. Será descomisionado en 2023.

## Historia
Fue puesto en gradas por el Fincantieri Marinette Marine de Marinette, Wisconsin; el 23 de junio de 2013. Bautizado y botado el 18 de julio de 2015, fue comisionado el 16 de diciembre de 2017 en Búfalo, Nueva York; y asignado al LCS Squadron 2 en Mayport Naval Station, Florida.
En 2022 la marina anunció la baja de todos los LCS de la clase Freedom, incluyendo al LCS-9.